# Syzygium dubium
Syzygium dubium là một loài thực vật có hoa trong Họ Đào kim nương. Loài này được (L.M.Perry) A.C.Sm. miêu tả khoa học đầu tiên năm 1985.